# Бректе, Янис
Янис Бректе (15 августа 1920, Рига — 27 декабря 1985) — латвийский художник акварелист.

## Биография
Янис Бректе родился 15 августа 1920 года в Риге в семье садовника. Детство он провел в Лизумсе, вернулся в Ригу в 1934 году и прожил там всю оставшуюся жизнь. Художественное образование получил на курсах рисования Карлиса Бренценса (1936—1939) и в Латвийской Академии художеств (1940—1948), где учился у известных учителей, среди которых можно упомянуть Лео Свемпса, Николайса Брейкшса, Карлиса Миесниекса. Член Союза художников с 1950 года. В 1981 году получил звание Заслуженного артиста ЛССР. Умер в Риге, похоронен на кладбище Сила в Лизуме, Гулбенского района.

## Творчество
Работал преимущественно акварелью, реже — маслом. За свою жизнь он создал несколько тысяч акварелей, поэтому считается одним из самых плодовитых акварелистов своего времени. Особой оценкой пользуются картины Старого города Риги в различных природных настроениях и временах года. В начале своей художественной деятельности он сосредоточился на индустриальном пейзаже, рисовал в основном портовые виды, позже сосредоточился на естественном ландшафте, рисовал леса, горы, воды, а также натюрморты и цветы. Работы художника выделяются индивидуальным, утонченным почерком с характерным открытым и свободным движением, яркими цветовыми акцентами и стремлением поднять конкретный мотив до степени обобщения.

### Выставки
В выставках участвовал с 1943 года.
Важнейшие персональные выставки
- В Риге (1977, 1980),
- В Елгаве (1981)

Мемориальные выставки
- В Цесисе (1986),
- В Риге (1991, 1992).[3]

## В памяти
В Лизуме устроена постоянная выставка художника. Работы в виде репродукций работ художника изданы: в Риге (1980); Москве (1982); Художественном календаре (1982).